# Farnésio

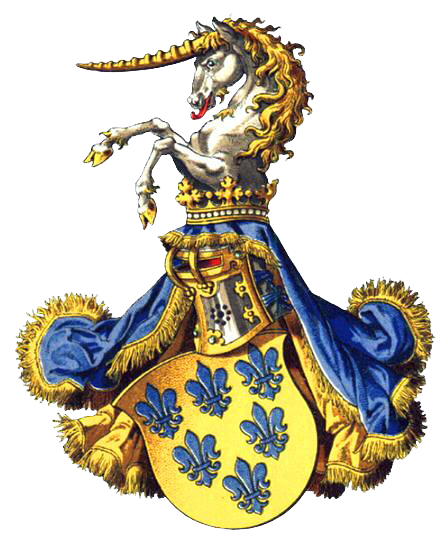
Brasão familiar dos Farnese: de or, seis flores de liz de azure colocadas em 3, 2 e 1.

Brasão a partir de 1537, ano em que Pedro Luís Farnésio é nomeado Gonfaloneiro da Igreja.

Brasão entre 1592 e 1731: o escudo original dos Farnese é combinado com o símbolo dos Gonfaloneiro da Santa Sé (cargo na posse da família), tendo as Armas de Portugal sobre o todo, dado Rainúncio I ser o legítimo herdeiro dos Aviz.

A família Farnésio (em italiano:  Farnese), foi uma influente família italiana da aristocracia que ostentou o Ducado de Castro entre 1537 e 1649 e o Ducado de Parma e Placência entre 1545 e 1731. Os seus importantes membros incluíram o papa Paulo III e os duques de Parma e de Placência.
O poderio dos Farnésio e a sua ligação com as mais ilustres famílias romanas teve lugar em tempos de Rainúncio Farnésio, o Velho (em italiano:  Ranuccio Farnese, il Vechio; 1390-1450), protegido do papa Eugénio IV. Rainúncio casou o seu filho Gabriel Francisco (Gabrielle Francesco) com Isabel Orsini, e o seu filho Pedro Luís, sénior (Pier Luigi, seniore) foi o continuador da estirpe, com Joana Caetani. Desse matrimónio nasceram o papa Paulo III e Júlia Farnésio.
Entre os séculos XVI e XVII os Farnésio distinguiram-se pela sua protecção às artes, e a eles se deve a construção do Palácio Farnésio em Roma, da Villa Farnese, em Caprarola, da Igreja de Jesus em Roma e do Palácio della Pilotta em Parma, actualmente a Galeria Nacional de Parma.
O último Farnésio soberano de Parma foi António Farnésio (Antonio Farnese) (1679-1731); ao morrer sem sucessão directa, o ducado passou para o filho da sua sobrinha Isabel Farnésio (Elisabeta Farnese) e do monarca espanhol Filipe V, o terceiro filho varão infante Filipe de Bourbon, que fundou a Casa de Bourbon-Parma.

## Os Farnésio, herdeiros da dinastia de Aviz
Com a morte do cardeal-rei Henrique I de Portugal, Rainúncio I Farnésio era o único candidato ao trono de Reino de Portugal que descendia por via legítima de um varão de D. Manuel I: D. Maria, filha mais velha do infante D. Duarte, quarto Duque de Guimarães, era mãe de Rainúncio.
Mas Rainúncio era ainda criança (em 1580 tinha apenas 11 anos) e seu pai, Alexandre Farnésio de Parma e Placência era governador dos Países Baixos Espanhóis, formalmente um súbdito de Filipe II de Espanha, facto que veio a preterir os Farnésio durante a Crise de sucessão de 1580.
Contudo, os Farnésio colocaram no centro do seu brasão, um escudete com as Armas de Portugal, demonstrando o seu direito inalianável ao trono do país (ver brasão à direita), que passou a ser o brasão da família até à morte do último duque Farnésio, António I.

## Lista dos membros mais importantes da família Farnese

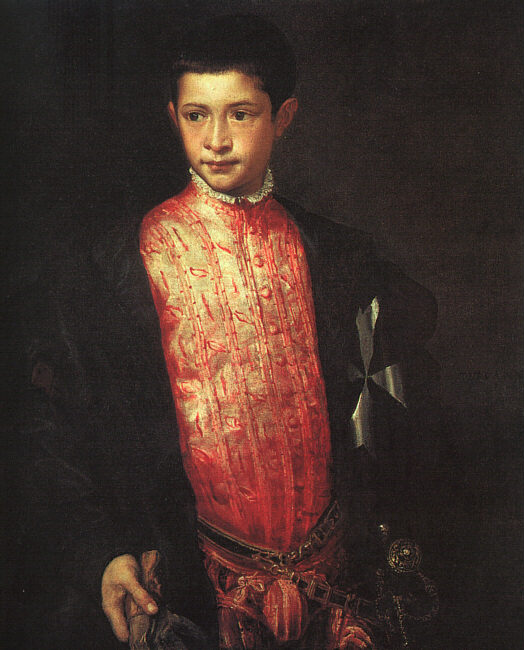
Cardeal Ranuccio Farnese
Ticiano, 1542, Galeria Nacional de Arte, Washington, D.C.

- Pedro Frnésio (Pietro Farnese), dados desconhecidos;
- Rainúncio Farnésio (1390—1450), o Velho;
- Pedro Luis Farnésio, senior (1435—1487);
- Papa Paulo III, nascido Alexandre Farnésio (1468—1549);
- Júlia Farnésio, (1474-1524), amante do Papa Alexandre VI e irmã do Cardeal Alexandre Farnésio (Paulo III);
- Pedro Luís Farnésio junior, primeiro Duque de Parma e Placência (1503—1547);
- Alexandre Farnésio (cardeal) (1520—1589);
- Octávio Farnésio, segundo Duque de Parma (1524—1586);
- Rainúncio Farnésio (cardeal) (1530—1565);
- Alexandre Farnésio de Parma e Placência, terceiro Duque de Parma (1545—1592);
- Rainúncio I Farnésio, quarto Duque de Parma (1569—1622);
- Eduardo I Farnésio, quinto Duque de Parma (1612—1646);
- Rainúncio II Farnésio, sexto Duque de Parma (1630—1694);
- Francisco Farnésio, sétimo Duque de Parma (1678—1727);
- António Farnésio, oitavo Duque de Parma (1679—1731);
- Isabel Farnésio, Rainha consorte de Espanha, segunda esposa de Filipe V, mãe de Carlos I de Parma (1692—1766) e de Filipe I de Parma (1720-1765) que herdaram da mãe o Ducado de Parma e Placência. Filipe e seus descendentes são membros dos Farnésio por cognação.

## Ver também

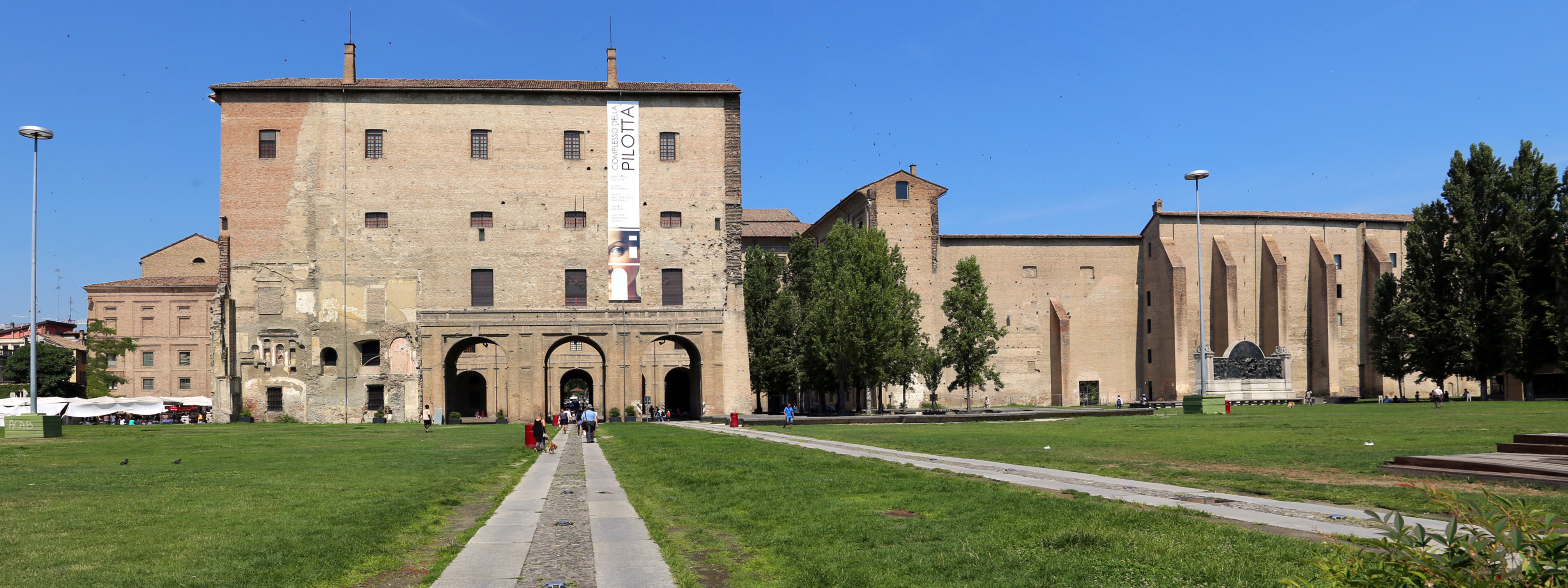
O palácio Farnese della Pillota, em Parma